# Capodanno con Gigi D'Alessio
Capodanno con Gigi D'Alessio è stato un programma televisivo italiano di genere varietà e musicale, realizzato da Giuseppe Valente, incentrato sul cantautore napoletano e sui suoi amici, andato in diretta in contemporanea su Canale 5 e RTL 102.5 nel 2014 e 2015 (e su Radio 105 nel 2016), mentre su Mediaset Extra e Rete 4 il 31 dicembre del 2015 e del 2016.
Nel 2014 è stato trasmesso da Piazza del Plebiscito a Napoli, mentre l'edizione 2015 da Piazza Libertà a Bari con la partecipazione alla conduzione di Mara Venier. Nel 2016 è stato trasmesso da Piazza XX settembre a Civitanova Marche con la partecipazione alla conduzione di Rossella Brescia.
La serata si svolgeva in compagnia di artisti della musica italiana, comici e altri personaggi della TV dalle 20:50 alle 01:20 nella prima edizione, mentre nella seconda edizione dalle 20:50 alle 02:30, e nella terza ed ultima edizione dalle 20:45 alle 01:30.

## Storia della trasmissione
Capodanno con Gigi D'Alessio nasce dal concerto gratuito Gigi and Friends, organizzato per il 31 dicembre 2014 in Piazza del Plebiscito a Napoli con il cantante napoletano ed una serie di amici per aspettare insieme l'arrivo del nuovo anno. Questo concerto viene trasmesso da Canale 5 ottenendo un grande successo, soprattutto in relazione agli ascolti ottenuti dai programmi realizzati negli anni precedenti.
Proprio a seguito del successo ricevuto, il programma è stato confermato sia per la fine del 2015 che per il 2016. La prima edizione è stata trasmessa in diretta in contemporanea su Canale 5, Mediaset Extra, RTL 102.5, Telenorba (backstage) e Radionorba mentre nella seconda e nella terza è andata in onda anche su Rete 4 dalle 23:45. Nella terza edizione Radio 105 è subentrata al posto di RTL 102.5 come radio partner ufficiale dell'evento.
Per tutta la notte del Capodanno 2016 Canale 5 e Rai 1 si sono collegati in diretta con un crossover per 10 minuti in un evento epocale e su Twitter l'hashtag dell'evento ovvero #GigiandFriends è stato primo tra le tendenze d'Italia. Nonostante ciò, il programma è stato battuto dalla concorrenza di Rai 1 con il programma L'anno che verrà.
Il 1º dicembre 2017 il programma è stato cancellato e sostituito dal ritorno di Capodanno in musica.
I musicisti sul palco che accompagnavano Gigi ed i suoi ospiti nel programma erano: Alfredo Golino (batteria), Arnaldo Vacca (percussioni), Roberto D'Aquino (basso), Maurizio Fiordiliso (chitarre), Giuseppe Seno (chitarre), Adriano Pratesi (chitarre), Angelo Abate (pianoforte e tastiere), Francesco D'Alessio (tastiere), Giorgio Savarese (tastiere e programmazioni), Fabrizio Palma, Riccardo Rinaudo, Claudia Arvati, Rossella Ruini e Serena Caporale (cori).
I collegamenti dal backstage venivano condotti da Mary de Gennaro.

## Edizioni
| Edizione | Rete televisiva | Conduzione     | Conduzione       | Messa in onda    | Messa in onda   | Location                               |
| Edizione | Rete televisiva | Conduzione     | Conduzione       | Inizio           | Fine            | Location                               |
| -------- | --------------- | -------------- | ---------------- | ---------------- | --------------- | -------------------------------------- |
| 1ª       | Canale 5        | Gigi D'Alessio | Non presente     | 31 dicembre 2014 | 1º gennaio 2015 | Piazza del Plebiscito, Napoli          |
| 2ª       | Canale 5        | Gigi D'Alessio | Mara Venier      | 31 dicembre 2015 | 1º gennaio 2016 | Piazza Libertà, Bari                   |
| 3ª       | Canale 5        | Gigi D'Alessio | Rossella Brescia | 31 dicembre 2016 | 1º gennaio 2017 | Piazza XX settembre, Civitanova Marche |

### Prima edizione (2014)
- Cast artistico: Anna Tatangelo, Francesco Renga, Fedez e Vivian Grillo, Alex Britti, Dear Jack, Bianca Atzei, Gabry Ponte, Valerio Scanu, Enzo Avitabile, Rosario Miraggio, Lina Sastri, Valentina Stella, Biagio Izzo, I Ditelo Voi, Antonio D'Ausilio, videomessaggi di Paolo Bonolis, Gerry Scotti e Michelle Hunziker

### Seconda edizione (2015)
- Cast artistico: Anna Tatangelo, The Kolors, Dear Jack, Alessio Bernabei, Briga, Gianluca Grignani, Dolcenera, Nek, Bianca Atzei, Benji & Fede, Rosario Miraggio, Marcela Morelo, Giosada, Jordi Coll, Giulia Luzi, Francesco Cicchella, Gianni Ciardo, Uccio de Santis, Angelo Baiguini, videomessaggio di Vittorio Sgarbi

### Terza edizione (2016)
- Cast artistico: Anna Tatangelo, Loredana Bertè, Raf, Sergio Sylvestre, Chiara Grispo, Giulia Luzi, Giovanni Caccamo, Bouchra, Michele Zarrillo, Silva Fortes

## Audience
| Edizione | Rete televisiva | Anno      | Stagione | Programmazione | Programmazione | Programmazione | Programmazione | Programmazione | Programmazione | Programmazione | Ascolti Canale 5 | Ascolti Canale 5 | Ascolti Rete 4 | Ascolti Rete 4 |
| Edizione | Rete televisiva | Anno      | Stagione | L              | M              | M              | G              | V              | S              | D              | Telespettatori   | Share            | Telespettatori | Share          |
| -------- | --------------- | --------- | -------- | -------------- | -------------- | -------------- | -------------- | -------------- | -------------- | -------------- | ---------------- | ---------------- | -------------- | -------------- |
| 1ª       | Canale 5        | 2014-2015 | inverno  |                |                |                |                |                |                |                | 3 973 000        | 22,75%           | –              | –              |
| 2ª       | Canale 5        | 2015-2016 | inverno  |                |                | 2 840 000      | 17,49%         | 912 000        | 7,16%          |                |                  |                  |                |                |
| 3ª       | Canale 5        | 2016-2017 | inverno  |                |                |                |                | 2 612 000      | 14,98%         | 340 000        | 2,03%            |                  |                |                |